# 栃木県道271号大田原矢板線

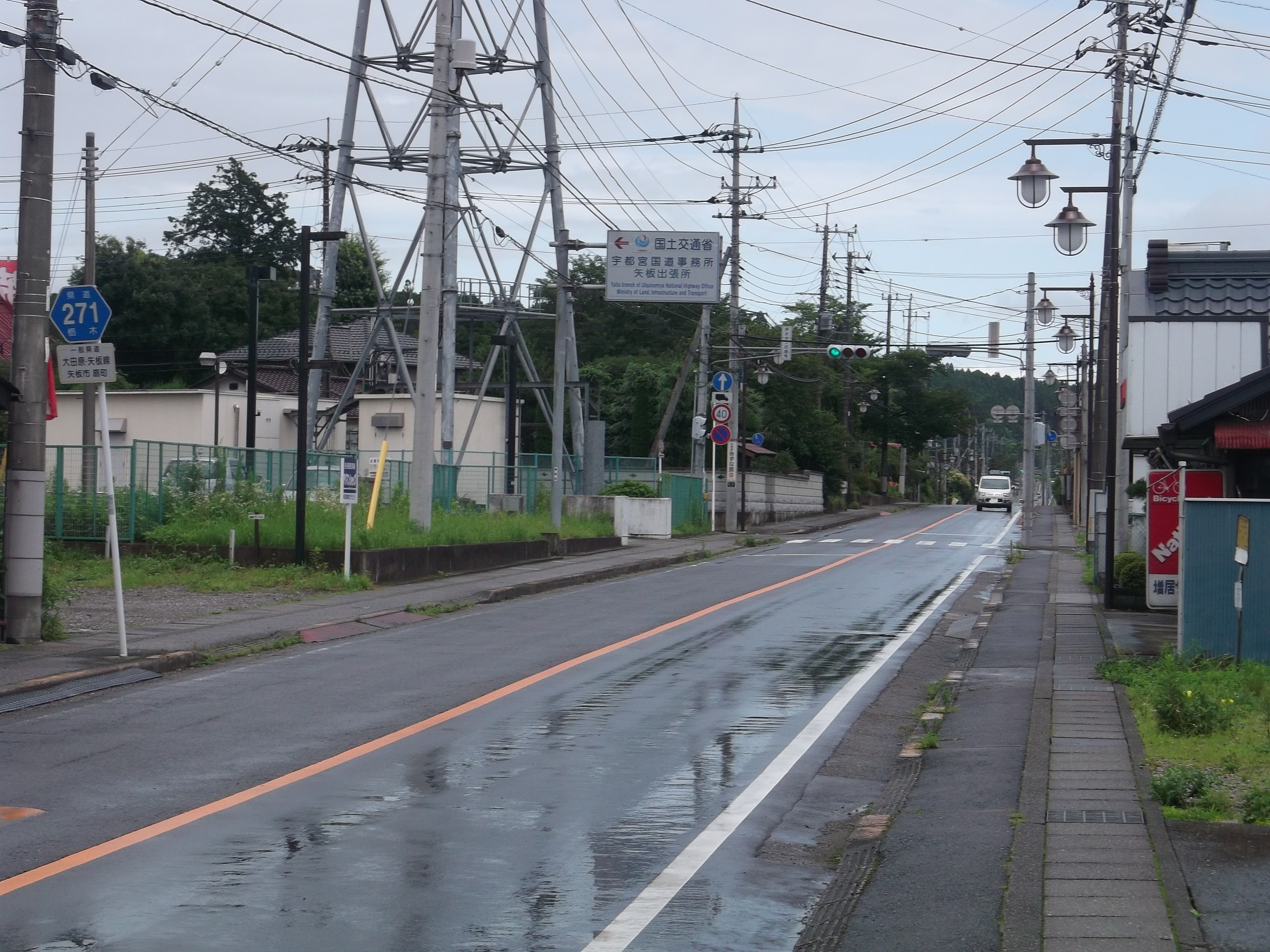
矢板市扇町

栃木県道271号大田原矢板線（とちぎけんどう271ごう おおたわらやいたせん）は、栃木県大田原市と矢板市を結ぶ一般県道である。

## 概要
大田原市街地中心部の金燈籠交差点から国道4号重複区間を挟み矢板市街地中心部の扇町交差点を結ぶ県道として制定された。しかし、1993年（平成5年）の国道461号制定により金燈籠交差点から国道4号合流部（大田原市薄葉）までが国道461号として指定されこの区間が国道との重複指定となったため、現在は矢板市土屋交差点から扇町交差点までの短い区間のみが県道単独区間として残っている。

### 路線データ
- 総延長：11.293km[1]
- 実延長：2.189km[1]
- 起点：栃木県大田原市新富町（金燈籠交差点＝国道400号、国道461号、栃木県道53号大田原高林線交点）
- 終点：栃木県矢板市扇町（扇町交差点＝国道461号、栃木県道236号矢板停車場線交点）
- 認定：1961年（昭和36年）4月1日

## 路線状況

### 交通量
24時間自動車類交通量（台/日）
- 15,271（推定値）

### 重複区間
- 国道400号 - 大田原市新富町（起点） - 大田原市美原
- 国道461号 - 大田原市新富町（起点） - 矢板市土屋
- 国道4号 - 大田原市薄葉 - 矢板市土屋

## 地理

### 通過する自治体
- 栃木県
  - 大田原市 - 矢板市

### 交差する道路
| 交差する道路                           | 交差する道路                        | 交差点名 | 交差点名       |
| -------------------------------------- | ----------------------------------- | -------- | -------------- |
| 国道461号（旧陸羽街道） 黒羽・芦野方面 |                                     |          |                |
| 国道400号                              | 県道53号大田原高林線                | 大田原市 | 金燈籠         |
| 県道48号大田原氏家線                   |                                     | 大田原市 | 神明町         |
|                                        | 国道400号（大田原西那須野バイパス） | 大田原市 | 美原           |
|                                        |                                     | 大田原市 | 県北体育館入口 |
| 県道192号滝沢野崎停車場線              | 県道192号滝沢野崎停車場線           | 大田原市 | 野崎十字路     |
| -                                      | 国道4号（奥州街道）                 | 大田原市 | （薄葉地内）   |
| 国道4号・国道461号（奥州街道）         | -                                   | 矢板市   | 土屋           |
| -                                      |                                     | 矢板市   | 針生           |
| 国道461号（日光北街道）                | 国道461号（日光北街道）             | 矢板市   | 扇町           |
| 県道236号矢板停車場線 矢板駅方面       |                                     |          |                |